# Pavol Kubovič
Pavol Kubovič (ur. 31 stycznia 1960 w Łuczeńcu, zm. 8 sierpnia 2022) – słowacki inżynier, polityk i samorządowiec, wiceprzewodniczący SDKÚ-DS, od 2002 do 2012 poseł do Rady Narodowej.

## Życiorys
W latach 1979–1983 studiował na wydziale budownictwa Słowackiej Wyższej Szkoły Technicznej w Bratysławie (obecnie: Słowacki Uniwersytet Techniczny), po czym pracował jako inżynier budownictwa (m.in. w spółce Kovoprojekt Bratislava). W latach 1992–1998 prowadził własną działalność gospodarczą. Od 1998 do 2006 był burmistrzem bratysławskiej dzielnicy Ružinov. Od 1994 do 2002 działał w Partii Demokratycznej. W latach 2002, 2006 i 2010 uzyskiwał mandat posła do Rady Narodowej z ramienia SDKÚ (SDKÚ-DS). W 2012 nie został ponownie wybrany. Od maja do lipca 2004 był posłem do Parlamentu Europejskiego V kadencji.